# Плотина (Голишмановський міський округ)
Плоти́на (рос. Плотина) — присілок у складі Голишмановського міського округу Тюменської області, Росія.
Населення — 118 осіб (2010, 125 у 2002).
Національний склад станом на 2002 рік:
- росіяни — 69 %
- казахи — 29 %